# Gustaf Andersson (orgelbyggare)
Nils Anders Gustaf Andersson, född 18 december 1797 i Tortuna socken, Västmanland, död 21 mars 1872 i Tärna, Västmanland, var en svensk musiker och orgelbyggare, under 1800-talets första hälft en av Sveriges främsta.

## Uppväxt
Gustaf Andersson föddes 18 december 1797 i Tortuna socken. Han var son till gravören Samuel Anderson och Charlotta Christina Lindius. Som tonåring studerade Gustaf Andersson under åren 1814–1815 harmonilära vid Musikaliska akademien. Fram till 1819 gick han därefter i lära hos instrument- och spelurmakaren Pehr Strand (1756–1826) i Stockholm. Andersson var arbetskamrat med Pehr Strands yngste son Pehr Zacharias Strand (1797–1844) och 1820 fick de båda tillsammans ett statsstipendium för studier utomlands, vilket bland annat förde Gustaf Andersson till orgelbyggarfirmorna Johann Gottlob Mende och von Knoblauch i Leipzig respektive Dresden. Under vistelsen i Tyskland studerades även bevarade Silbermannorglar.

## Privilegierad
Gustaf Andersson återvände till Sverige 1823 och examinerades året därpå inför Kungl. Musikaliska akademien i Stockholm, varefter Kommerskollegium utfärdade orgelbyggarprivilegier. Trots att han jämte Per Zacharias Strand och Johan Nikolaus Söderling i Göteborg räknades tillhöra de främsta orgelbyggarna under 1800-talets första hälft, blev det ett magert utbud för Stockholms kyrkor. Däremot byggde Gustaf Andersson flera orglar i Östergötland, Värmland och Dalarna, samt även några verk i Finland. Gustaf Andersson verkade som orgelbyggare i Stockholm till 1861. Han flyttade från Kungsholms församling i Stockholm till Tärna 1871.

## Elever och gesäller
Organisten och blivande orgelbyggaren Jonas Wengström (1795–1855) från Ovanåker var till en början gesäll hos Gustaf Andersson i Stockholm. Anderssons elev Johan Lund (1800–1858), far till Carl Johan Lund (1831–1914), blev aldrig examinerad men byggde sedermera några verk, däribland ett i Kvarsebo kyrka i Östergötland. I samband med Anderssons orgelbygge i Vadstena klosterkyrka 1833 lärde sig sannolikt fanjunkaren och amatörorgelbyggaren August Rosenborg (1808–1873) från Vadstena orgelbyggeri. Denne kom sedermera att bygga ett tiotal orglar i Östergötland och Småland, bland annat den ännu bevarade i Kumla kyrka, Östergötland. Carl Hanner från Hannäs socken i Småland blev som 32-åring lärling hos den jämngamle Andersson och bodde hos denne på Norrmalm i två till tre år och då Gustaf Andersson renoverade orgeln i Rappestads kyrka var Hanner med som orgelbyggargesäll. Lars Niclas Nordquist arbetade som snickargesäll 1832. Under åren 1841–1842 var Johan Lund verkmästare hos Andersson.

## Frans Andersson
Gustaf Anderssons son Frans (1827–1869) gick i sin fars fotspår och lärde sig orgelbygge av denne. Liksom fadern for han utomlands, bland annat till orgelbyggarfirman Sonreck i Köln. Åter hemma i Sverige avlade han orgelbyggarexamen inför Musikaliska akademien och privilegierades 1853. Fadern och sonen arbetade från och med 1850 i bolag under namnet Gustaf Andersson & son. En tid samarbetade Gustaf Andersson även med Per Larsson Åkerman. År 1859 övertogs verksamheten helt av sonen Frans Andersson.

## Orgelkonst
I orgelbyggeriet på kontinenten kom orkesterns stråkklanger att bli ideal även i orgelmusiken. Redan bröderna Andreas och Gottfried Silbermann hade börjat sträva mot en mera gravitetisk klang. De högre fottalen i dispositionerna blev inte längre så användbara. I stället erfordrades lägre ljudande stämmor i varierande styrkegrader. Med Per Zacharias Strand och Gustaf Andersson inleddes denna utveckling även i Sverige. Jämfört med förhållandena hos de tidigare Stockholms- och Linköpingsskolorna gav Gustaf Andersson principalstämmorna vidare mensurer och inkluderade fler stråkstämmor i dispositionerna på bekostnad av mixturer och höga alikvoter.
Gustaf Andersson kom att bygga 45 verk, varav omkring 12 har bevarats fram till våra dagar. Hans största instrument blev den 54-stämmiga orgeln i Åbo domkyrka, klar 1842. Sonen Frans byggde ett drygt tiotal orglar på egen hand och anlitades även för ombyggnader och reparationer. Av hans arbeten har fem bevarats till vår tid, bland annat den ursprungligen till världsutställningen i Paris 1867 byggda 8-stämmiga orgel som sedan 1871 står i Sanda kyrka på Gotland.

## Familj
Gustaf Andersson var gift med Brita Mary Wilhelmina Spång, född 19 november 1802, och hade med henne barnen Gustava Wilhelmina, född 12 oktober 1825, och Frans Gustaf, född 20 juli 1827, båda födda i Adolf Fredriks församling, Stockholm.

## Orglar
| År        | Ursprunglig kyrka                         | Stift            | Manualer | Pedal        | Stämmor | Bevarad orgel/fasad | Övrigt                                                                                                   |
| --------- | ----------------------------------------- | ---------------- | -------- | ------------ | ------- | ------------------- | --- |
| 1820      | Ingen information                         | Finland          | 1        |              | 2       | Ja/Ja               | Nu i Sibeliusmuseum i Åbo.                                                                               |
| 1824      | Frösunda kyrka                            | Uppsala stift    |          |              |         | Nej/Ja              | |
| 1826      | Östra Husby kyrka                         | Linköpings stift | 2        | Självständig | 24      | Ja/Ja               | |
| 1827      | Kungliga Musikaliska Akademien, Stockholm |                  |          |              |         |                     | |
| 1828      | Tillinge kyrka                            | Uppsala stift    |          |              |         | Nej/Ja              | |
| 1828      | Markims kyrka                             | Uppsala stift    |          |              |         | Nej/Ja              | |
| 1828      | Orkesta kyrka                             | Uppsala stift    |          |              |         |                     | |
| 1831      | Valö kyrka                                | Uppsala stift    | 1        | Bihängd      | 8       | Ja/Ja               | |
| 1831      | Björsäters kyrka, Östergötland            | Linköpings stift |          |              |         | Nej/Ja              | |
| 1833      | Vittinge kyrka                            | Uppsala stift    | 1        |              | 9       | Ja/Ja               | Tillsammans med Jonas Wengström.                                                                         |
| 1833      | Törnevalla kyrka                          | Linköpings stift |          |              |         | Nej/Ja              | |
| 1833      | Vadstena klosterkyrka                     | Linköpings stift |          |              |         |                     | |
| 1834      | Husby-Långhundra kyrka                    | Uppsala stift    | 1        |              | 9       | Ja/Ja               | |
| 1835      | Rinna kyrka                               | Linköpings stift | 1        | Bihängd      | 10      | Ja/Ja               | Tillsammans med Carl Hanner. 1962 om- och tillbyggd med Manual II och pedal, nytt bälgverk och spelbord. |
| 1835      | Almunge kyrka                             | Uppsala stift    |          |              |         | Nej/Ja              | |
| 1836      | Fryksände kyrka                           | Karlstad stift   |          |              |         |                     | Senare flyttad till Mariebergsskogen, Karlstad.                                                          |
| 1837      | Blidö kyrka                               | Uppsala stift    |          |              |         | Nej/Ja              | Senare flyttad till Skå kyrka.                                                                           |
| 1838      | Stora Skedvi kyrka                        | Västerås stift   |          |              |         | Nej/Ja              | |
| 1838      | Knutby kyrka                              | Uppsala stift    |          |              |         | Nej/Ja              | |
| 1841      | Uleåborgs domkyrka                        | Finland          | 2        |              | 32      | Nej/Ja              | |
| 1842      | Ingå kyrka                                | Finland          | 1        |              | 18      | Nej/Ja              | |
| 1838–1842 | Åbo domkyrka                              | Finland          | 3        |              | 54      | Nej/Nej             | |
| 1844      | Vårdinge kyrka                            | Strängnäs stift  |          |              |         | Nej/Ja              | |
| 1845      | Frustuna kyrka                            | Strängnäs stift  |          |              |         | Nej/Ja              | |
| 1846      | Västerhaninge kyrka                       | Strängnäs stift  |          |              |         | Nej/Ja              | |
| 1846      | Tumbo kyrka                               | Strängnäs stift  |          |              |         |                     | |
| 1847      | Gustafs kyrka                             | Västerås stift   |          |              |         |                     | |
| 1848      | Fogdö kyrka                               | Strängnäs stift  | 1        | Bihängd      | 10      | Ja/Ja               | 1950 tillbyggd med Manual II och pneumatiserad. Nytt spelbord.                                           |
| 1848      | Maria Magdalena kyrka, Stockholm          | Strängnäs stift  |          |              |         |                     | Ombyggnad                                                                                                |
| 1849      | Ärla kyrka                                | Strängnäs stift  |          |              |         | Nej/Ja              | |
| 1850      | Kårsta kyrka                              | Uppsala stift    |          |              |         | Nej/Ja              | |
| 1850      | Vansö kyrka                               | Strängnäs stift  | 1        |              | 6       | Ja/Ja               | 1939 tillbyggd med Manual II och Pedal och pneumatiserad.                                                |
| 1851      | Västerås domkyrka                         | Västerås stift   |          |              |         |                     | |
| 1852–1853 | Kristine kyrka, Jönköping                 | Växjö stift      |          |              |         | Nej/Ja              | Tillsammans med Per Larsson Åkerman.                                                                     |
| 1853      | Grangärde kyrka                           | Västerås stift   |          |              |         | Nej/Ja              | |
| 1854      | Tortuna kyrka                             | Västerås stift   | 1        | Bihängd      | 10      | Ja/Ja               | |
| 1854      | Bergshammars kyrka                        | Strängnäs stift  |          |              |         |                     | Tillsammans med Per Åkerman.                                                                             |
| 1855      | Rönö kyrka                                | Linköpings stift | 1        | Bihängd      | 9       | Ja/Ja               | Tillsammans med Frans Andersson.                                                                         |
| 1856      | Kristine kyrka, Falun                     | Västerås stift   |          |              |         |                     | |
| 1856      | Östra Vingåkers kyrka                     | Strängnäs stift  |          |              |         |                     | Tillsammans med Per Åkerman.                                                                             |
| 1856      | Spånga kyrka                              | Uppsala stift    |          |              |         |                     | |
| 1857      | Bromma kyrka, Stockholm                   | Uppsala stift    |          |              |         |                     | |
| 1857      | Tillberga kyrka                           | Västerås stift   |          |              |         | Nej/Ja              | |
| 1861      | Karlbergs slottskapell                    |                  |          |              |         |                     | |
|           | [Frimurarlogen i Stockholm]               |                  |          |              |         | Ja/Ja               | Står nu i Trefaldighetskyrkan, Örebro. 1877 ombyggd och försedd med bihangspedal.                        |
|           | Eugeniakapellet, Stockholm                |                  |          |              |         |                     | |

## Medarbetare
- 1826–1828 - Johan Lund (1800–1858).
- 1827–1831 Erik Jansson, född 3 juli 1802.
- 1827 Carl Olof Lennström, född 2 februari 1802.
- 1827, 1830–1831 Per Johan Petersson, född 15 maj 1801.
- 1828 Carl Dahlman, född 9 februari 1814.
- 1828 Carl Erik Granlund, lärling.
- 1829 Nils Westerlund, född 1 november 1797.
- 1829–1831 Axel Theodor Carlstedt, född 20 juni 1817.
- 1829–1831 Carl Theodor Lundberg, född 21 augusti 1814.
- 1830–1831 Carl Hanner.
- 1830 Nils Ludvig Fahlberg, född 27 oktober 1812.
- 1831 Jan Eriksson Lindqvist, född 3 september 1809.
- 1832–1834 Jonas Wengström
- 1828–1834 - Johan Adolf Billengren (född 1797). Han var gesäll hos Andersson.
- 1829–1834 - Johan Oscar Hjerper (född 1814). Han var lärling hos Andersson.
- 1834– Fredrich G. Schöpner (född 1810). Han var gesäll hos Andersson.
- 1838– Mathias Dalin (snickargesäll)
- 1837–1838 - Johan Lambert Larsson. Han var lärling hos Andersson.
- 1849– Anders Gustaf Nygren.
- 1854 P. A. Holmgren, född 25 oktober 1823.
- 1854 C. A. Carlstedt, född 23 juni 1830.
- 1854 A. D. Söderholtz, född 25 oktober 1828.
- 1854 P. G. Kling, född 4 november 1823.
- 1855–1860 - August Andersson, född 4 november 1830.
- 1854–1856 - A. Johansson, född 31 augusti 1829.
- 1854–1855 - N. Hagström, född 17 juli 1807.
- 1854–1855 - W. Westererberg, född 12 oktober 1826.
- 1854–1855 - Johannes Strand, född 31 oktober 1827.
- 1856 -  Eric Reuter, född 1824.
- 1856 - J. F. Rodin, född 17 augusti 1830.
- 1856–1857 - Johannes Ericsson, född 10 oktober 1813.
- 1857 - Kralapp, född 16 mars 1827.
- 1858 - H. W. Becker, född 15 december 1827.
- 1858 - P. Olson, född 20 juli 1826.
- 1859 - Johan M. Björkman, född 5 maj 1839.
- 1860 - Johannes Ericsson, född 10 oktober 1813.
- 1860 - Eric Reuter, född 15 oktober 1825.
- 1860 - Eric Westerberg, född 1826.